# Шамильский, Шакир Ганиевич
Шакир Ганиевич Шамильский (настоящие имя и фамилия — Шакир Габдельгани улы Вахитов) (тат. Шакир Шамильский; 10 сентября 1892, Мокрые Курнали, Лаишевский уезд, Казанская губерния, Российская империя — 8 мая 1945, Казань, Татарская АССР) — татарский советский актёр, режиссёр, театральный деятель. Заслуженный артист Татарской АССР (1945).

## Биография
Дебютировал в 1909 году в городе Казани на сцене «Сайяр» — первой в России труппы мусульманских артистов драмы под руководством И. Кудашева-Ашказарского.
С 1912 года играл в театральной труппе «Нур» под руководством С. Гиззатуллиной-Волжской.
В годы гражданской войны был участником фронтовой театральной бригады.
С 1922 года — актёр и режиссёр татарского Театра им. Красного Октября (ныне Татарский театр имени Галиасгара Камала), актёр татарского Казанского Театра (1924—1925 , 1927—1928, 1937—1939) , Астраханского (1928—1935), Бакинского (1935—1936) , Ташкентского (1939—1940), главный режиссёр нескольких татарских театров.

Ш. Шамильский — художник реалистического стиля. Он возвышается до невероятно мощного романтического пафоса и способен проникнуть во внутренний мир создаваемого им образа. Он понимает и ощущает его чувства. Шамильский был прежде всего художник, мыслившим и творившим умом… образы, которые он создавал, были как бы заданы им: все было точно, всё было размеренно. Он умеет согреть и осветить образ изнутри. Глубокие эмоции, горячая страсть, огромная сила воли — вот то, что характеризовало его игру. Он не играет, а «живёт» на сцене.— А. Еникеев

## Избранные роли
- инженер Рауф, парторг Кузнецов («Огонь» и «За туманом» Ш. Камала),
- Годун («Разлом» Б. Лавренёва),
- Гайдай («Гибель эскадры» А. Корнейчука),
- Кент («Король Лир» Шекспира).

Как режиссёр поставил ряд спектаклей: «Письмо на платке» С. Батталова (1932), «Марьям» Н. Исанбета (1943) и др.

## Память
- На стене дома, где он жил, установлена мемориальная доска.